# Thionia sordida
Thionia sordida är en insektsart som beskrevs av Fowler 1904. Thionia sordida ingår i släktet Thionia och familjen sköldstritar. Inga underarter finns listade i Catalogue of Life.